# Kisdorog
Kisdorog è un comune dell'Ungheria centro-meridionale di 856 abitanti (dati 2008). È situato nella contea di Tolna.